# 서울중원초등학교
서울중원초등학교는 대한민국 서울특별시 노원구 중계동에 있는 공립 초등학교이다.

## 학교 연혁
- 1990년 11월 14일 서울중원국민학교 개교
- 1994년 10월 29일 중원동산 준공
- 1996년 2월 7일 급식실 개관
- 1996년 3월 1일 현재 교명으로 개칭
- 1997년 12월 30일 특별실 증축(실과실, 도서실, 강당 등)
- 2009년 5월 18일 영어전용교실 설치
- 2010년 11월 2일 중원체육센터 개관
- 2011년 11월 6일 잔디운동장 준공(운동장 종합놀이터 설치)
- 2011년 12월 2일 운동장 조회대 그늘막 공사
- 2013년 10월 12일 중원 국악관현악단 창단식
- 2015년 5월 28일 식당 증축 완공
- 2017년 4월 20일 엘리베이터 설치
- 2017년 4월 30일 출입문 자동화 및 CCTV 설치
- 2017년 5월 15일 운동장 우레탄 트랙공사
- 2017년 8월 14일 방충망 공사
- 2017년 8월 21일 울타리 펜스 설치, 교실 복도 창문 교체
- 2017년 11월 10일 전국 청소년 국악관현악단축제 참가
- 2017년 12월 5일 학교 내 마을학교 오케스트라 발표회 참가
- 2019년 8월 28일 종합예술실 설치
- 2019년 11월 11일 방송실 현대화 공사
- 2020년 2월 11일 제30회 졸업식(누계 5346명)

## 학교 상징
- 교화(校花) - 장미 : 남을 배려하고 사랑하자.
- 교목(校木) - 잣나무 : 언제 어디서나 꼭 필요한 사람이 되자.

## 참고 자료
- 서울중원초등학교 - 한국교육학술정보원 학교알리미